# Endeavour (sèrie de televisió)
Endeavour és una sèrie de televisió dramàtica de detectius emesa al canal britànic ITV. És una preqüela de la llarga sèrie Inspector Morse. Shaun Evans retrata el jove Endeavour Morse, que comença la seva carrera com a agent detectiu, i més tard com a sergent detectiu, amb el Departament d'Investigació Criminal de la Policia de la Ciutat d'Oxford. Endeavour és la tercera sèrie sobre l'inspector Morse després de l'original Inspector Morse (1987–2000) i la derivada Lewis (2006–2015). S'ha doblat al valencià per a À Punt, que va emetre el primer capítol el 10 de setembre de 2023. Anteriorment, s'havia subtitulat al català central per a FilminCAT.
Se'n van emetre nou temporades, ambientades entre 1965 i 1972. Després d'un episodi pilot emès el 2012, ambientat el 1965, la primera temporada es va emetre el 2013, també ambientada el 1965. La segona es va ambientar el 1966, mentre que la tercera i la quarta sèrie es van establir el 1967. La cinquena temporada, amb sis episodis, es va ambientar el 1968, i la sisena es va reprendre vuit mesos després, ambientada el 1969. La setena temporada, ambientada el 1970, es va començar a projectar el febrer del 2020, amb un primer episodi que es va exhibir a l'espai televisiu Masterpiece el 9 d'agost d'aquell any.
L'agost de 2019, ITV va anunciar que s'havia encarregat una vuitena temporada. El rodatge de la vuitena sèrie, ambientada el 1971, va començar el març del 2021 i va concloure el juny del 2021. El rodatge de la novena temporada, ambientada el 1972, va començar el 22 de maig de 2022. L'endemà, es va confirmar que en seria l'última. El rodatge va acabar el 26 d'agost de 2022 i la sèrie es va emetre entre el 26 de febrer i el 12 de març de 2023.

## Llista d'episodis
| Temporada | Temporada | Episodis | Episodis | Dates d’emissió        | Dates d’emissió        |
| Temporada | Temporada | Episodis | Episodis | Primera emissió        | Última emissió         |
| --------- | --------- | -------- | -------- | ---------------------- | ---------------------- |
|           | Pilot     | Pilot    | Pilot    | 2 de gener de 2012     | 2 de gener de 2012     |
|           | 1         | 4        | 4        | 14 d'abril de 2013     | 5 de maig de 2013      |
|           | 2         | 4        | 4        | 30 de març de 2014     | 20 d'abril de 2014     |
|           | 3         | 4        | 4        | 3 de gener de 2016     | 24 de gener de 2016    |
|           | 4         | 4        | 4        | 8 de gener de 2017     | 29 de gener de 2017    |
|           | 5         | 6        | 6        | 4 de febrer de 2018    | 11 de març de 2018     |
|           | 6         | 4        | 4        | 10 de febrer de 2019   | 3 de març de 2019      |
|           | 7         | 3        | 3        | 9 de febrer de 2020    | 23 de febrer de 2020   |
|           | 8         | 3        | 3        | 12 de setembre de 2021 | 26 de setembre de 2021 |
|           | 9         | 3        | 3        | 26 de febrer de 2023   | 12 de març de 2023     |

### Pilot (2012)
| Núm. total | Núm. de la temporada | Títol       | Direcció      | Guió          | Data d'emissió original | Data d'emissió a À Punt |
| ---------- | -------------------- | ----------- | ------------- | ------------- | ----------------------- | ----------------------- |
| 1          | 1                    | «Endeavour» | Colm McCarthy | Russell Lewis | 2 de gener de 2012      | 10 de setembre de 2023  |

### Temporada 1 (2013)
| Núm. total | Núm. de la temporada | Títol en valencià | Direcció          | Guió          | Data d'emissió original | Data d'emissió a À Punt |
| ---------- | -------------------- | ----------------- | ----------------- | ------------- | ----------------------- | ----------------------- |
| 2          | 1                    | «Xica»            | Edward Bazalgette | Russell Lewis | 14 d'abril de 2013      | 17 de setembre de 2023  |
| 3          | 2                    | «Fuga»            | Tom Vaughan       | Russell Lewis | 21 d'abril de 2013      | 14 de gener de 2024     |
| 4          | 3                    | «Coet»            | Craig Viveiros    | Russell Lewis | 28 d'abril de 2013      | 21 de gener de 2024     |
| 5          | 4                    | «Casa»            | Colm McCarthy     | Russell Lewis | 5 de maig de 2013       | 28 de gener de 2024     |

### Temporada 2 (2014)
| Núm. total | Núm. de la temporada | Títol en valencià    | Direcció           | Guió          | Data d'emissió original | Data d'emissió a À Punt |
| ---------- | -------------------- | -------------------- | ------------------ | ------------- | ----------------------- | ----------------------- |
| 6          | 1                    | «Tresor»             | Kristoffer Nyholm  | Russell Lewis | 30 de març de 2014      | 4 de febrer de 2024     |
| 7          | 2                    | «Nocturn»            | Giuseppe Capotondi | Russell Lewis | 6 d'abril de 2014       | 11 de febrer de 2024    |
| 8          | 3                    | «Influència»         | Andy Wilson        | Russell Lewis | 13 d'abril de 2014      | 18 de febrer de 2024    |
| 9          | 4                    | «El País de mai més» | Geoffrey Sax       | Russell Lewis | 20 d'abril de 2014      | 25 de febrer de 2024    |

### Temporada 3 (2016)
| Núm. total | Núm. de la temporada | Títol     | Direcció          | Guió          | Data d'emissió original |
| ---------- | -------------------- | --------- | ----------------- | ------------- | ----------------------- |
| 10         | 1                    | «Viatge»  | Sandra Goldbacher | Russell Lewis | 3 de gener de 2016      |
| 11         | 2                    | «Arcadia» | Bryn Higgins      | Russell Lewis | 10 de gener de 2016     |
| 12         | 3                    | «Presa»   | Lawrence Gough    | Russell Lewis | 17 de gener de 2016     |
| 13         | 4                    | «Coda»    | Oliver Blackburn  | Russell Lewis | 24 de gener de 2016     |

### Temporada 4 (2017)
| Núm. total | Núm. de la temporada | Títol        | Direcció          | Guió          | Data d'emissió original |
| ---------- | -------------------- | ------------ | ----------------- | ------------- | ----------------------- |
| 14         | 1                    | «El joc»     | Ashley Pearce     | Russell Lewis | 8 de gener de 2017      |
| 15         | 2                    | «Càntic»     | Michael Lennox    | Russell Lewis | 15 de gener de 2017     |
| 16         | 3                    | «Lazaretto»  | Börkur Sigþórsson | Russell Lewis | 22 de gener de 2017     |
| 17         | 4                    | «La collita» | Jim Loach         | Russell Lewis | 29 de gener de 2017     |

### Temporada 5 (2018)
| Núm. total | Núm. de la temporada | Títol       | Direcció        | Guió          | Data d'emissió original |
| ---------- | -------------------- | ----------- | --------------- | ------------- | ----------------------- |
| 18         | 1                    | «Musa»      | Brady Hood      | Russell Lewis | 4 de febrer de 2018     |
| 19         | 2                    | «Cartutx»   | Andy Wilson     | Russell Lewis | 11 de febrer de 2018    |
| 20         | 3                    | «Passetger» | Jim Field Smith | Russell Lewis | 18 de febrer de 2018    |
| 21         | 4                    | «Colors»    | Robert Quinn    | Russell Lewis | 25 de febrer de 2018    |
| 22         | 5                    | «Quartet»   | Geoffrey Sax    | Russell Lewis | 4 de març de 2018       |
| 23         | 6                    | «Ícar»      | Gordon Anderson | Russell Lewis | 11 de març de 2018      |

### Temporada 6 (2019)
| Núm. total | Núm. de la temporada | Títol             | Direcció        | Guió          | Data d'emissió original |
| ---------- | -------------------- | ----------------- | --------------- | ------------- | ----------------------- |
| 24         | 1                    | «Torre elèctrica» | Johnny Kenton   | Russell Lewis | 10 de febrer de 2019    |
| 25         | 2                    | «Apollo»          | Shaun Evans     | Russell Lewis | 17 de febrer de 2019    |
| 26         | 3                    | «Confecció»       | Leanne Welham   | Russell Lewis | 24 de febrer de 2019    |
| 27         | 4                    | «Degolla»         | Jamie Donoughue | Russell Lewis | 3 de març de 2019       |

### Temporada 7 (2020)
| Núm. total | Núm. de la temporada | Títol    | Direcció    | Guió          | Data d'emissió original |
| ---------- | -------------------- | -------- | ----------- | ------------- | ----------------------- |
| 28         | 1                    | «Oracle» | Shaun Evans | Russell Lewis | 9 de febrer de 2020     |
| 29         | 2                    | «Raga»   | Zam Salim   | Russell Lewis | 16 de febrer de 2020    |
| 30         | 3                    | «Zenana» | Kate Saxon  | Russell Lewis | 23 de febrer de 2020    |

### Temporada 8 (2021)
| Núm. total | Núm. de la temporada | Títol      | Direcció    | Guió          | Data d'emissió original |
| ---------- | -------------------- | ---------- | ----------- | ------------- | ----------------------- |
| 31         | 1                    | «Striker»  | Shaun Evans | Russell Lewis | 12 de setembre de 2021  |
| 32         | 2                    | «Scherzo»  | Ian Aryeh   | Russell Lewis | 19 de setembre de 2021  |
| 33         | 3                    | «Terminus» | Kate Saxon  | Russell Lewis | 26 de setembre de 2021  |

### Temporada 9 (2023)
| Núm. total | Núm. de la temporada | Títol     | Direcció      | Guió          | Data d'emissió original |
| ---------- | -------------------- | --------- | ------------- | ------------- | ----------------------- |
| 34         | 1                    | «Prelude» | Shaun Evans   | Russell Lewis | 26 de febrer de 2023    |
| 35         | 2                    | «Uniform» | Nirpal Bhogal | Russell Lewis | 5 de març de 2023       |
| 36         | 3                    | «Exeunt»  | Kate Saxon    | Russell Lewis | 12 de març de 2023      |